# Pararge praeusta
Pararge praeusta är en fjärilsart som beskrevs av John Henry Leech 1890. Pararge praeusta ingår i släktet Pararge och familjen praktfjärilar. Inga underarter finns listade i Catalogue of Life.